# Göingehövdingen (film)
Göingehövdingen är en svensk drama- och äventyrsfilm från 1953 i regi av Åke Ohberg. I huvudrollerna ses Edvin Adolphson, Alf Kjellin, Eva Dahlbeck, Ingrid Thulin, Gunnar Hellström och Douglas Håge. 

## Handling
Året är 1678. Danskarna har förgäves försökt återta de förlorade provinserna i Sverige. Ännu gör dock de dansktrogna snapphanarna under ledning av "Göingehövdingen" Svend Poulsen hårt motstånd mot de svenska trupperna.

## Om filmen
Filmen är baserad på romanen Göingehöfdingen och snapphanarne  - Historiskt romantiska skildringar från Carl XI:s krig i Skåne från 1899 skriven av August Cederborg. Den hade premiär annandag jul 1953.
Filmen är inspelad på följande platser: AB Europa Studio i Sundbyberg, Kronetorps kvarn i Arlöv, Drottningholms slott, Gripsholms slott, Östarp i Skåne, Viby, Sigtuna, Stenhamra, Ekerö, Lill-Jansskogen, Lilla Skuggan och på Gärdet i Stockholm.
Filmen visades i andra länder än Sverige och har därför fått andra titlar än det svenska originalet. Några exempel på detta är: Freibeuter, Rebellen und Musketiere (Västtyskland), För sin konung (svenska) och Kuninkaansa puolesta (finska) i Finland, Gjøngehøvdingen (Norge) och Gøngehøvdingen (Danmark).

## Rollista
- Edvin Adolphson – Svend Poulsen, "Göingehövdingen"
- Alf Kjellin – löjtnant Henrik Wrede
- Hjördis Petterson – Maren Juul
- Eva Dahlbeck – fröken Kristina Ulfstrand
- Gösta Cederlund – fader Petrus
- Ragnar Arvedson – baron Corfitz
- Ingrid Thulin – Anna Ryding
- Gunnar Hellström – Lars Paulinus
- Erik Hell – Röde Nils
- Elof Ahrle – Sören Luden
- Wiktor Andersson – Lille Mats
- Douglas Håge – Truls Gästgivare
- Isa Quensel – Svart-Elsa
- Carl-Uno Larsson – Truls Gästgivares ena dotterson
- Göran Lundqvist – Truls Gästgivares andra dotterson
- Gunvor Pontén – tvätterska
- Sven Holmberg – Mickel
- Gösta Prüzelius – karolin
- Verner Edberg – Per
- Gabriel Rosén – korpral
- Olav Riégo – fältskär
- Birger Åsander – snapphanebudbärare
- Karl Erik Flens – snapphanedragon
- Uno Larsson – man vid kvarn
- Georg Årlin – snapphane
- Bengt Blomgren – berättare
- Conny Rydholm – stuntman för Gunnar Hellström